# Scheibenwaschanlage
Die Scheibenwaschanlage für die Windschutzscheibe  gehört heute zur Standardausstattung aller Pkw, Lkw und Schienenfahrzeuge.  Seltener findet sie sich an der Heckscheibe. Viele moderne Fahrzeuge, insbesondere alle ab dem Jahr 2000 gebauten mit Xenonlicht oder LED-Scheinwerfern, die eine Helligkeit von mehr als 2.000 Lumen aufweisen, besitzen serienmäßig eine Scheinwerferreinigungsanlage. Ansonsten kann und konnte diese oft als zusätzliches Ausstattungsmerkmal bestellt werden.
Auch manche Luftfahrzeuge wie zum Beispiel die Boeing 747 sind mit Scheibenwaschanlagen ausgestattet.
In der Regel wird mit Hilfe von Düsen, bei PKW meist auf der Motorhaube, bei den meisten Nutzfahrzeugen (Busse, LKW) am Scheibenwischer angebracht, Scheibenwischwasser auf die Scheiben gesprüht. Bei den meisten Schienenfahrzeugen sind die Düsen an der Lokfront angebracht, mitunter jedoch auch am Scheibenwischer (z. B. ICE 3). Das auf die Scheibe gesprühte Wasser reinigt mit Unterstützung der Scheibenwischer. 
Nach Bedarf werden dem Wasser Reinigungsmittel und Frostschutzmittel (Pflicht nach §2 StVO 3a) zugesetzt.
Der erforderliche Druck wird mit einer elektrisch betriebenen Pumpe aufgebracht, bei sehr alten Pkw auch manuell oder mit Druckluft aus dem Reserverad. 

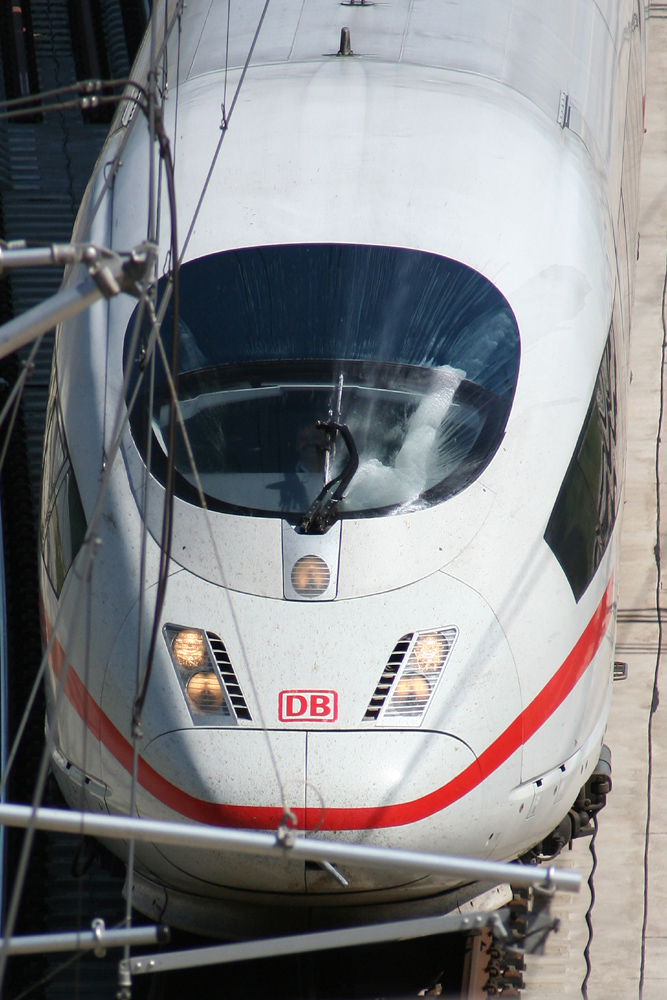
Aktive Scheibenwaschanlage des ICE 3 während der Fahrt
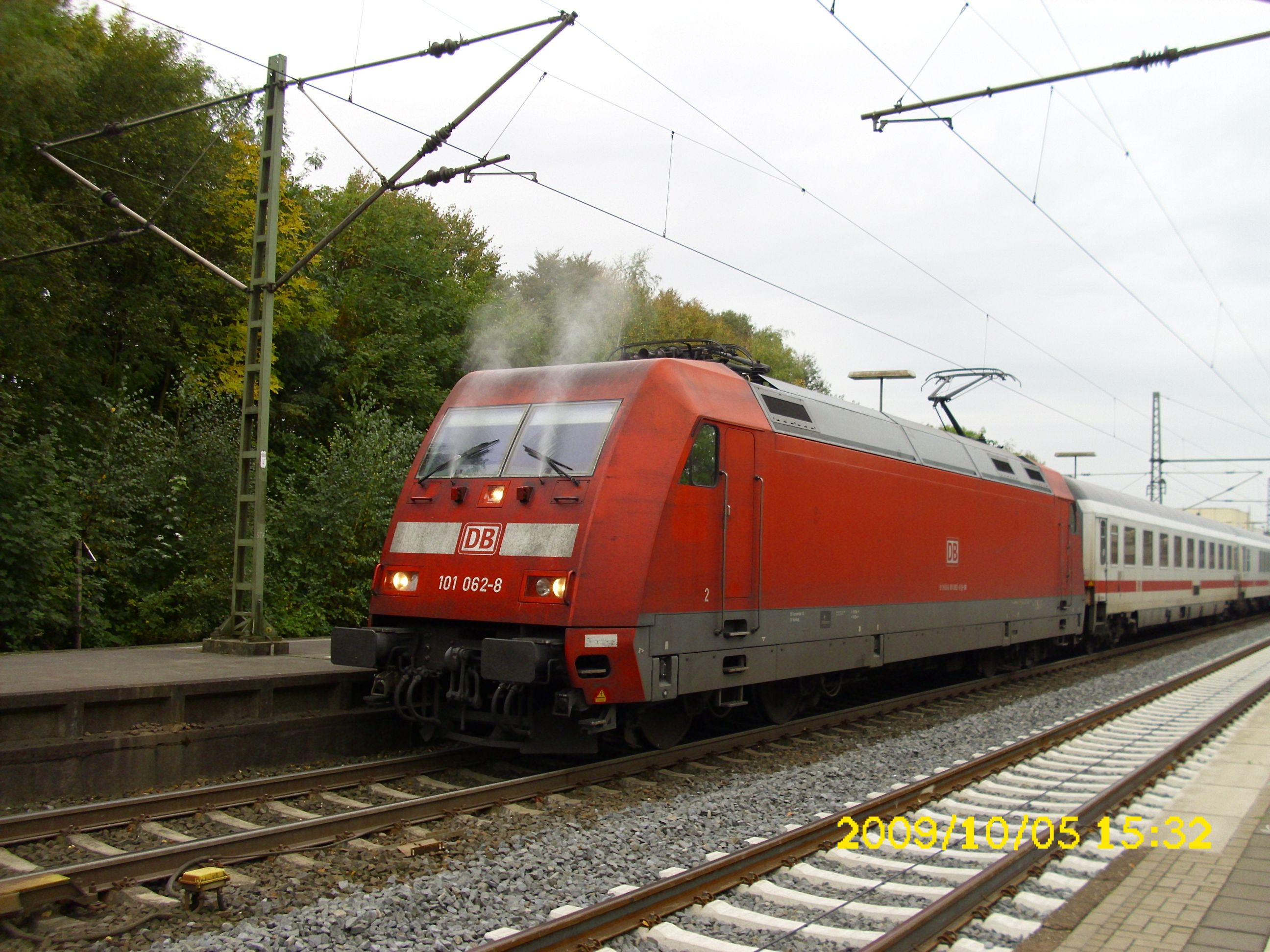
Aktive Scheibenwaschanlage einer Baureihe 101
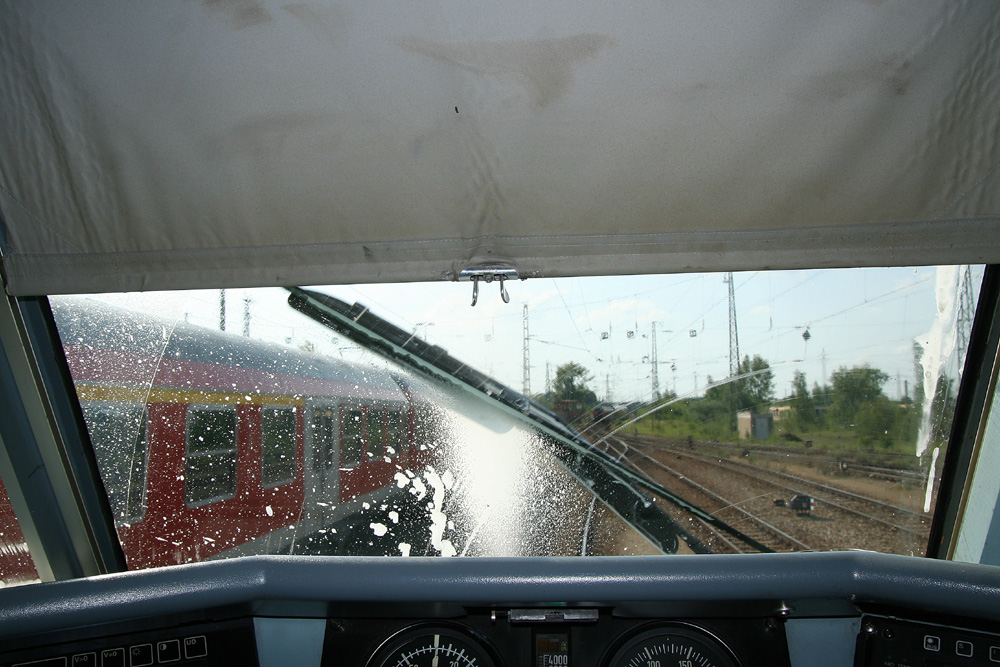
Anblick der aktiven Scheibenwaschanlage von innen bei der Baureihe 101
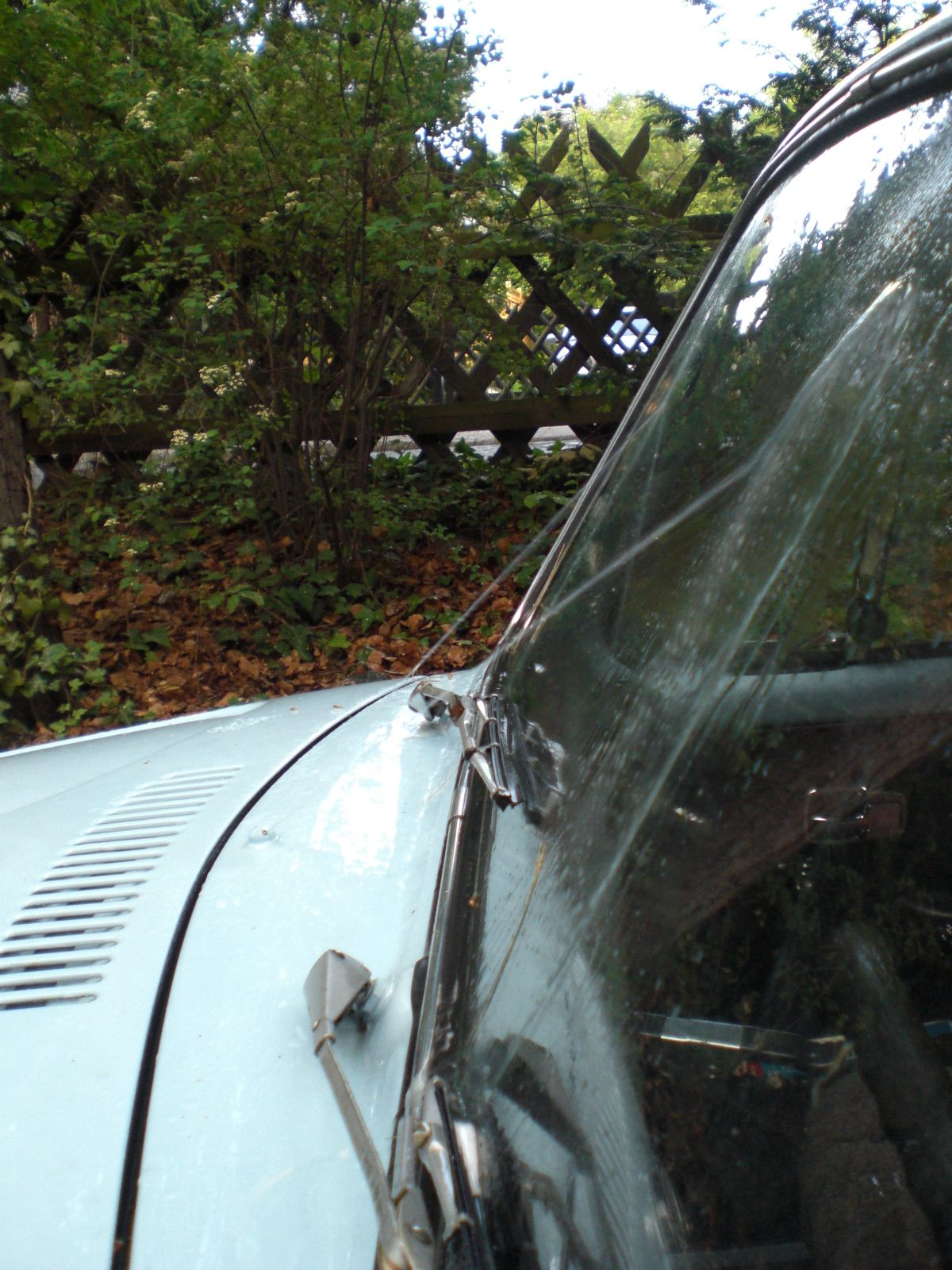
Aktive Auto-Wisch-Wasch-Anlage